# Ignác Fatľa
Ignác Fatľa (* 21. ledna 1950) je bývalý slovenský fotbalový záložník. Žije ve Stropkově.

## Fotbalová kariéra
Odchovanec stropkovské kopané hrál v československé lize za Tatran Prešov a dal 1 ligový gól.

## Ligová bilance
| Ročník                                   | Zápasy | Góly | Minuty | Klub          |
| ---------------------------------------- | ------ | ---- | ------ | ------------- |
| 1. československá fotbalová liga 1972/73 | 12     | 0    | 503    | Tatran Prešov |
| 1. československá fotbalová liga 1973/74 | 23     | 1    | 1 563  | Tatran Prešov |
| CELKEM                                   | 35     | 1    | 2 066  |               |